# جیمز برایانت کونانت
جیمز برایانت کونتانت (انگلیسی: James Bryant Conant؛ زاده ۲۶ مارس ۱۸۹۳ درگذشته ۱۱ فوریهٔ ۱۹۷۸) یک شیمی‌دان و سیاستمدار اهل ایالات متحده آمریکا بود.